# Coventry Castle

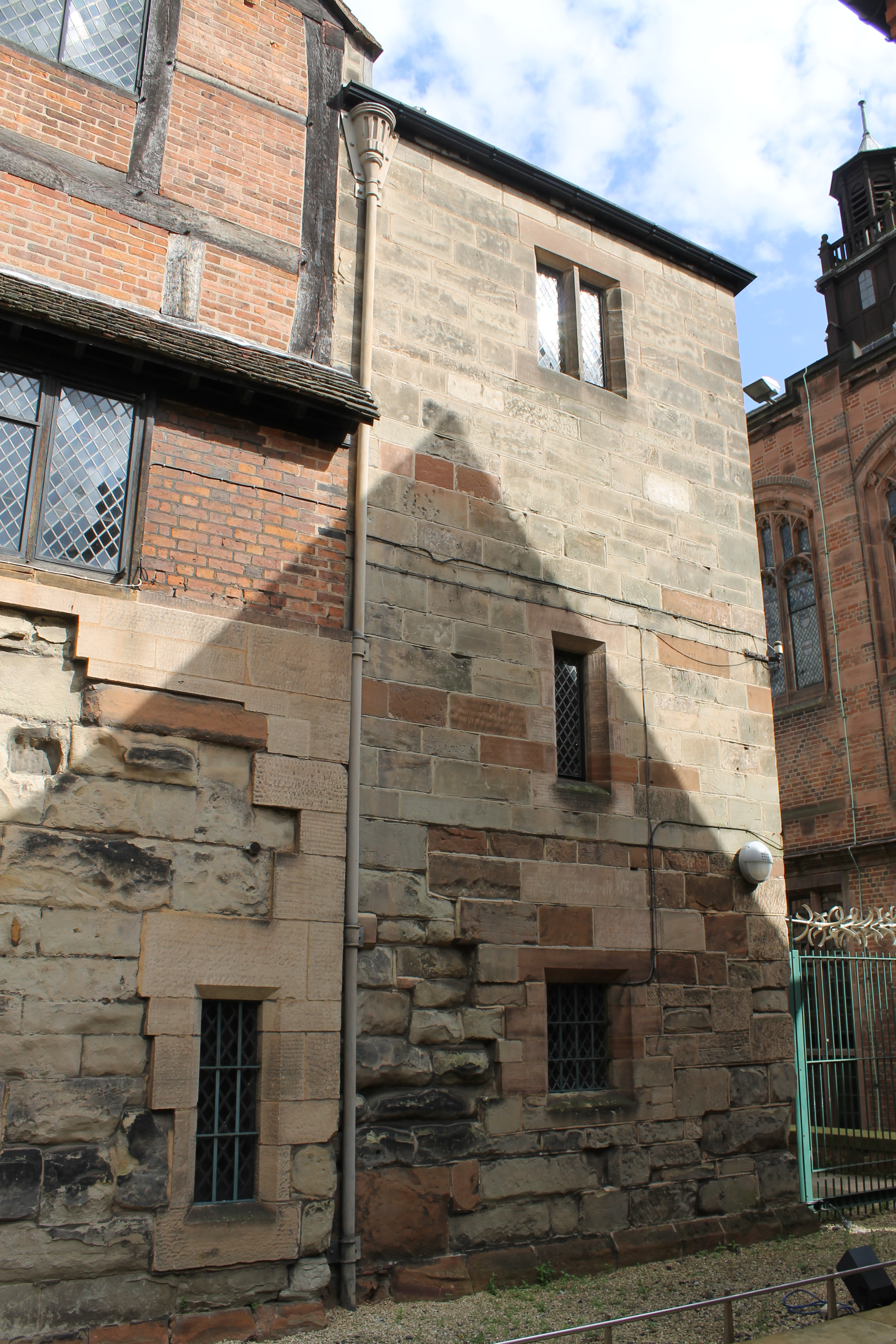
Caesar’s Tower ist alles, war von Coventry Castle übrigblieb. Daneben St. Mary’s Guildhall, die auf den Grundmauern der Burg entstand.

Coventry Castle war eine Burg in der Stadt Coventry in der englischen Verwaltungseinheit West Midlands. Die Motte wurde Ende des 12. Jahrhunderts abgerissen und auf einem Teil des Geländes St Mary’s Guildhall erstellt.

## Geschichte

### Bau
Ranulph de Gernon, 2. Earl of Chester, ließ die Burg Anfang des 12. Jahrhunderts erbauen. Erstmals wurde ihre militärische Nutzung im Bürgerkrieg der Anarchie dokumentiert, als Robert Marmion, 1. Baron Marmion of Tamworth, ein Unterstützer von König Stephan, die Mönche aus dem benachbarten Marienkloster verjagte und es in eine Festung umwandelte. Er verwickelte den Earl in eine Schlacht, in deren Verlauf er umkam.
1147 zogen sich die Königstreuen in ihre Verteidigungsstellungen zurück, als Ranulph de Gernon die Burg belagerte und sie zurückzugewinnen versuchte, nachdem er sie an König Stephan übergeben hatte. Die Übergabe hatte König Stephan erzwungen, als er De Gernon früher im selben Jahr festsetzte und ihn zur Übergabe aller seiner Burgen zwang. Nach dem Entsatz der Belagerung ließ König Stephan die Burg zerstören, aber sie wurde vermutlich später repariert, da sie 1182 als starke Festung beschrieben wird.

### Tudorzeit
Im November 1569 war Maria Stuart in Caesar's Tower eingesperrt. Damals stand bereit St Mary's Guildhall anstelle der Burg. Es ist nicht bekannt, in welchem Raum sie gefangengehalten wurde. Ein Raum im Caesar's Tower wird „Mary Queen of Scots Room“ genannt und man dachte ursprünglich, dieser sei ihr Gefängnis gewesen, da er wie eine Zelle aussieht, aber es ist wahrscheinlicher, dass sie im „Old Mayoress's Parlour“ ausharren musste.

### Heute
Heute existiert Caesar's Tower noch als Teil der St Mary's Guildhall, vermutlich der einzige Überrest des ehemaligen Coventry Castle. Nach der Zerstörung durch Bomben im Zweiten Weltkrieg wurde er neu aufgebaut. Im Erdgeschoss des Turmes befindet sich The Treasury und darüber der Mary Queen of Scots Room.
Auf einem Teil des ehemaligen Burggeländes wurde das Cathedral Lanes Shopping Centre errichtet.